# Грильо-Марксуа, Хавьер
Хавьер Грильо-Марксуа (исп. Javier Grillo-Marxuach; род. 28 октября 1969) — сценарист и продюсер телевидения, наиболее известен по своей работе над первыми двумя сезонами сериала ABC «Остаться в живых». Он также работал над сериалами «Зачарованные» и «Закон и порядок: Специальный корпус».

## Ранняя жизнь
Грильо-Марксуа получил степень бакалавра в 1991 году в Университете Карнеги — Меллон. Будучи там, он был активным актёром, сценаристом и режиссёром со Scotch'n'Soda, театральным клубом для не-театралов, который также включал композитора Стивена Шварца, писательницу Ирис Рэйнер Дарт и актёра Фрэнка Горшина среди его выдающихся выпускников. Грильо-Марксуа такжеписал еженедельную колонку поп-культуры Архивная копия от 2 октября 2015 на Wayback Machine для газеты кампуса, «The Tartan».

## Карьера
Грильо-Марксуа присоединился к составу «Остаться в живых» в качестве супервайзового продюсера и сценариста первого сезона в 2004 году. Он вернулся в той же должностью во втором сезоне в 2005 году. Состав сценаристов выиграл премию Гильдии сценаристов США (WGA) за лучший драматический сериал на церемонии в феврале 2006 года за их работу над первым и вторым сезонами. Состав снова был номинирован на премию WGA в той же категории на церемонии 2007 года за их работу над вторым и третьим сезонами.
В 2006 году, он покинул состав «Остаться в живых» и начал работать соисполнительным продюсером «Медиума», а также начал входить в мир комиксов со своим «The Middleman» для издательства Viper Comics. Он также написал ограниченную серию 2006 года «Annihilation - Super Skrull» для Marvel Comics, часть событий из «Annihilation», а также ограниченную серию «Annihilation: Conquest - Wraith» для проекта 2007 года «Annihilation: Conquest». Он также является писателем ограниченной серии комиксов из четырёх выпусков, «Classic Battlestar Galactica: Cylon Apocalypse».
В 2008 году, канал ABC Family подобрал его сериал, «Посредник», где он был сценаристом и продюсером. Сериал не был продлён на второй сезон из-за низких рейтингов.
В 2015 году, Грильо-Марксуа был соисполнительным продюсером сериала «Спираль» на канале SyFy.
Грильо-Марксуа также служил в качестве сценариста и соисполнительного продюсера сериала «100», а в настоящее время пишет сценарий к пилоту перезапуска «Зены», где он также будет соисполнительным продюсером.

## Сценарии к эпизодам
- «Спираль» (2013-2015) телесериал
- «Посредник» (2008) телесериал
  - "The Pilot Episode Sanction" (сезон 1, эпизод 1)
  - "The Sino-Mexican Revelation" (сезон 1, эпизод 3)
- «Медиум» (2005) телесериал
  - "Four Dreams Part 1" (сезон 3, эпизод 1) с Гленном Гордоном Кароном
  - "Four Dreams Part 2" (сезон 3, эпизод 2) с Гленном Гордоном Кароном
  - "Apocalypse, Push" (сезон 3, эпизод 11)
  - "We Had A Dream" (сезон 3, эпизод 15)
  - "1-900-LUCKY" (сезон 3, эпизод 18) с Робертом Доэрти
  - "Head Games" (сезон 3, эпизод 20) с Робертом Доэрти и Мойрой Киркланд
  - "Burn Baby Burn Part 1" (сезон 4, эпизод 7)
  - "Burn Baby Burn Part 2" (сезон 4, эпизод 8) с Рене Эчеваррия
- «Остаться в живых» (2004) телесериал
  - "Дом восходящего солнца" (сезон 1, эпизод 6)
  - "У всех лучших ковбоев были проблемы с родителями" (сезон 1, эпизод 11)
  - "Сердцем и разумом" (сезон 1, эпизод 13) с Карлтоном Кьюзом
  - "В переводе" (сезон 1, эпизод 17) с Леонардом Диком
  - "Рождённая бежать" (сезон 1, эпизод 22) (сюжет)
  - "Инструктаж" (сезон 2, эпизод 3) с Крэйгом Райтом
  - "Столкновение" (сезон 2, эпизод 8) с Леонардом Диком
- «Джейк 2.0» (2003) телесериал
  - эпизод "The Good, The Bad and The Geeky"
  - эпизод "Whiskey - Tango - Foxtrot"
  - эпизод "Get Foley"
- «Бумтаун» (2002) телесериал (сценарист)
  - эпизод "Monsters Brawl"
- «Мёртвая зона» (2002) телесериал (сюжет) (эпизод 1.07 "Enemy Mind")
- «Хроника» (2001) телесериал
  - эпизод "Bring Me the Head of Tucker Burns"
  - эпизод "Hot From the Oven"
  - эпизод "The King is (Un) Dead"
  - эпизод "Let Sleeping Dogs Fry"
  - эпизод "Pig Boy's Big Adventure"
  - эпизод "Touched by An Alien"
- «Закон и порядок: Специальный корпус» (1999) телесериал
  - эпизод 3.07 "Sacrifice"
- «Зачарованные» (1998) телесериал
  - эпизод 1.04 "Dead Man Dating"
  - эпизод 1.11 "Feats of Clay"
  - эпизод 1.16 "Which Prue is it, Anyway?"
  - эпизод 1.21 "Love Hurts"
  - эпизод 2.05 "She's a Man, Baby, A Man!"
  - эпизод 2.11 "Reckless Abandon"
  - эпизод 2.17 "How to Make a Quilt Out of Americans"
- «Трое» (1998) телесериал
  - эпизод "Breakout"
  - эпизод "Emerald City"
- «Хроники Ван Хельсинга» (1997) (ТВ)
- «Тёмные небеса» (1996) телесериал (телесценарий)
  - эпизод "Hostile Convergence"
- «Притворщик» (1996) телесериал
  - эпизод "The Better Part of Valor"
  - эпизод "The Paper Clock"
  - эпизод "Potato Head Blues"
- «Подводная одиссея» (1993) телесериал
  - эпизод 3.4 "Destination Terminal"
  - эпизод 3.7 "Equilibrium"
  - эпизод 3.13 "Weapons of War"

## Фильмография
| Год       | Название                            | Указан как | Указан как | Указан как              | Примечания                                                        |
| Год       | Название                            | Сценарист  | Продюсер   | Исполнительный продюсер | Примечания                                                        |
| --------- | ----------------------------------- | ---------- | ---------- | ----------------------- | ----------------------------------------------------------------- |
| 1995–1996 | Подводная одиссея                   | Да         |            |                         | Сценарист (3 эпизода)                                             |
| 1996      | Тёмные небеса                       | Да         |            |                         | Сценарист (1 эпизод)                                              |
| 1996–1997 | Притворщик                          | Да         |            |                         | Сценарист (3 эпизода); редактор сюжетов                           |
| 1997      | Хроники Ван Хельсинг                | Да         | Да         |                         | Создатель (пилот); супервайзовый продюсер                         |
| 1998      | Трое                                | Да         |            |                         | Сценарист (2 эпизода); исполнительный редактор сюжетов            |
| 1998–2000 | Зачарованные                        | Да         | Да         |                         | Сценарист (7 эпизод); исполнительный редактор сюжетов; сопродюсер |
| 2001      | Закон и порядок: Специальный корпус | Да         |            |                         | Сценарист (1 эпизод)                                              |
| 2001–2002 | Хроника                             | Да         | Да         |                         | Сценарист (6 эпизодов); продюсер                                  |
| 2002      | Мёртвая зона                        | Да         |            |                         | Сценарист (1 эпизод)                                              |
| 2003      | Бумтаун                             | Да         | Да         |                         | Сценарист (1 эпизод); продюсер                                    |
| 2003–2004 | Джейк 2.0                           | Да         | Да         |                         | Сценарист (3 эпизода); супервайзовый продюсер                     |
| 2004–2005 | Остаться в живых                    | Да         | Да         |                         | Сценарист (7 эпизодов); супервайзовый продюсер                    |
| 2006–2008 | Медиум                              | Да         | Да         |                         | Сценарист (8 эпизодов); соисполнительный продюсер                 |
| 2008      | Посредник                           | Да         |            | Да                      | Создатель; сценарист (2 эпизода)                                  |
| 2011      | Ангелы Чарли                        | Да         | Да         |                         | Сценарист (2 эпизода); консультирующий продюсер                   |
| 2014–2015 | Спираль                             | Да         | Да         |                         | Сценарист (4 эпизодов); соисполнительный продюсер                 |
| 2016      | 100                                 | Да         | Да         |                         | Сценарист (2 эпизода); соисполнительный продюсер                  |